# 1946 en science
| Années de la science : 1943 - 1944 - 1945 - 1946 - 1947 - 1948 - 1949    |
| Décennies de la science : 1910 - 1920 - 1930 - 1940 - 1950 - 1960 - 1970 |

Cet article présente les faits marquants de l'année 1946 en science.

## Évènements

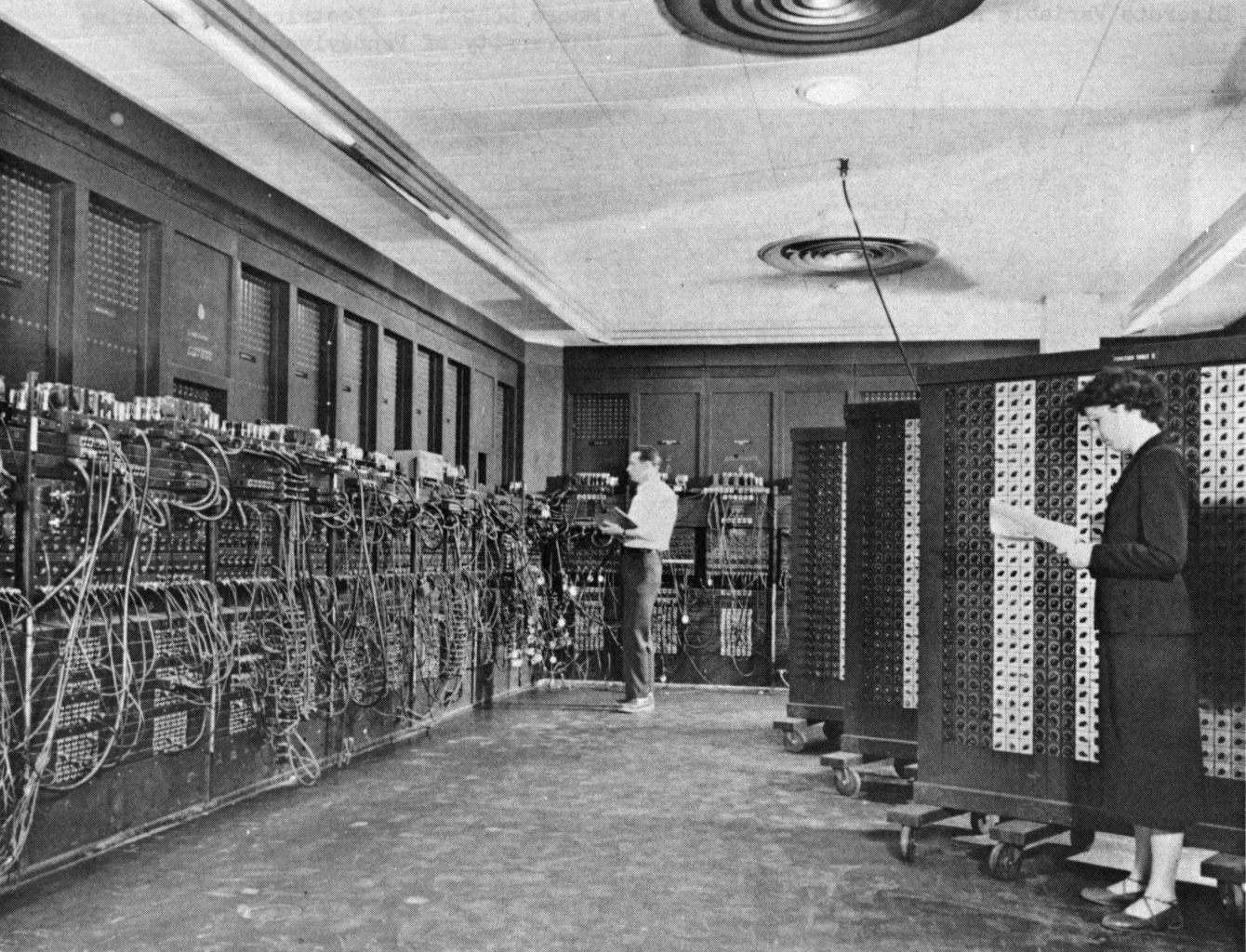
ENIAC

- 14 février : le premier ordinateur « électronique » du monde, construit depuis avril 1943, est présenté par les militaires à l'université de Pennsylvanie. L'ENIAC est un gigantesque appareil de 30 tonnes, occupant une superficie de 30 pieds sur 50 et muni de 17 468 tubes à vide, capable de résoudre en vingt secondes des équations qui auraient demandé auparavant des heures de travail[1].

- 26 août : lancement de l'opération Highjump, organisée par l'US Navy en Antarctique jusqu'en février 1947. Elle mobilise 4 700 hommes, 13 navires et 33 avions et permet de cartographier de larges parties du continent à partir de 70 000 photos aériennes[2].

- 11 décembre : les ingénieurs britanniques Frederic Calland Williams et Tom Kilburn déposent un premier brevet pour un tube cathodique destiné à enregistrer des données sous forme binaire. Il sert de support à la mémoire vive du premier ordinateur à architecture de von Neumann, le Small-Scale Experimental Machine le 21 juin 1948[3].

### Sciences de la vie
- 22 février : le bactériologiste Selman Waksman annonce la découverte de la « streptomycine » (en 1943), le premier antibiotique efficace pour le traitement des affections tuberculeuses[4].
- 18 mai : loi portant  création de l'Institut national de la recherche agronomique (INRA) en France[5].
- 22 juillet : signature à New York par les représentants de 60 pays de la charte de l’OMS (Organisation mondiale de la santé)[6].
- 2 septembre[7] : l'entomologiste et biologiste autrichien Karl von Frisch publie ces expériences portant sur la communication des abeilles[8]
- 19 octobre : Joshua Lederberg et Edward Tatum publient leur découverte de la conjugaison bactérienne, un mécanisme de transfert horizontal de gènes entre bactéries[9].
- 10 novembre : inauguration en Angleterre de la réserve naturelle de Slimbridge, une des premières réserve de zone humide créée par Peter Markham Scott[10].
- 2 décembre : signature à Washington de la Convention internationale pour la règlementation de la chasse à la baleine entrée en vigueur le 10 novembre 1948[11].

### Sciences physiques

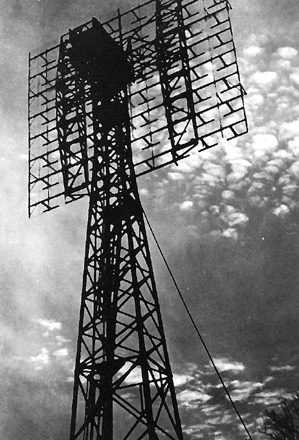
L'antenne radar du Projet Diana.

- 10 janvier : le premier contact radar avec la Lune est obtenu par les scientifiques du United States Army Signal Corps dans le cadre du Projet Diana[12].
- 29 janvier : le physicien britannique John Cockcroft est nommé directeur de l'Établissement de recherche atomique d'Harwell[13].
- 21 mai : le physicien canadien Louis Slotin est irradié mortellement à Los Alamos en faisant une démonstration d'assemblage de réflecteur autour d'une sphère de plutonium. Il devient la deuxième victime d'un accident de criticité dans l'histoire[14].
- Mai : dans un article publié par la Société américaine de philosophie le géologue canadien Reginald Aldworth Daly avance l'hypothèse de l'impact géant pour expliquer la formation de la Lune[15].
- 28 juin - 30 novembre : Opération Crossroads. Essais nucléaires à Bikini, dans le Pacifique[16].
- 1er août : Harry Truman promulgue la loi McMahon votée par le Congrès des États-Unis interdisant la communication des secrets nucléaires[17]. C'est l'interprétation la plus rigoureuse de l'accord de Québec.

- Plusieurs physiciens (Bogolioubov[18],[19], Born, Green[20], Kirkwood[21] et Yvon) publient des travaux qui conduisent à la hiérarchie BBGKY.

## Publications
- André Weil : Foundations of algebraic geometry. Il développe la géométrie algébrique.

## Prix
- 12-13 décembre : Prix Nobel

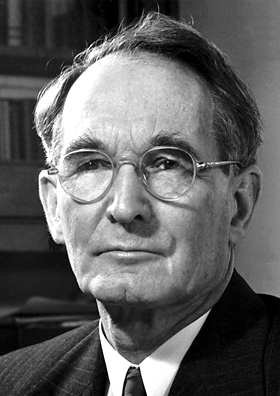
Percy Williams Bridgman

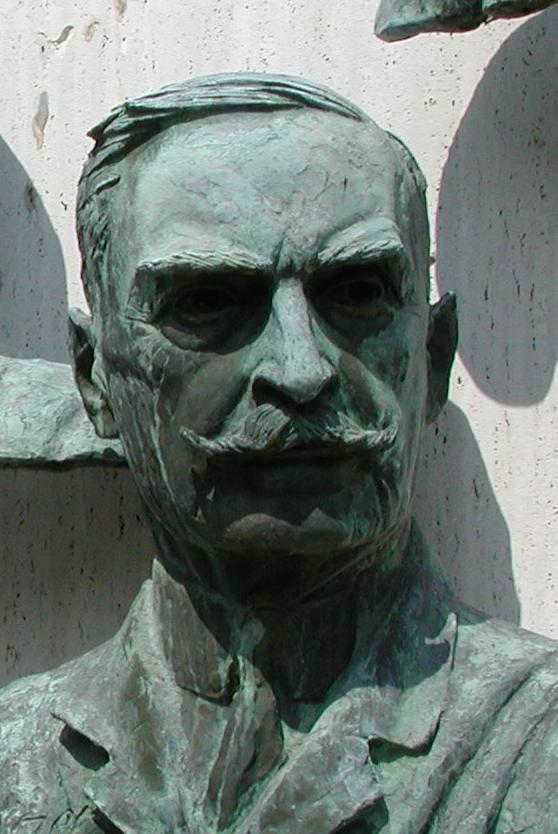
Bronze de Karl Landsteiner

  - Physique : Percy Williams Bridgman pour ses travaux dans le domaine de la physique des hautes pressions.
  - Chimie : James Batcheller Sumner, John Howard Northrop, Wendell Meredith Stanley (américains), pour leur découverte de la cristallisation des enzymes.
  - Physiologie ou médecine : Hermann Joseph Muller (Américain) pour sa découverte de l’action mutagène des rayons X.
  - L’Allemand Otto Hahn, prix Nobel de Chimie pour 1944 pour sa découverte de la fission des noyaux lourds. L’Autrichien Wolfgang Pauli prix Nobel de Physique pour 1945 pour sa découverte du principe d’exclusion. Le Danois Henrik Dam prix Nobel de Médecine pour 1943 pour sa découverte de la vitamine K.

- Prix Lasker
  - Prix Albert-Lasker pour la recherche médicale fondamentale : Carl Ferdinand Cori
  - Prix Albert-Lasker pour la recherche médicale clinique : John Friend Mahoney (en), Karl Landsteiner (à titre posthume), Alexander Wiener, Philip Levine

- Médailles de la Royal Society
  - Médaille Copley : Edgar Douglas Adrian
  - Médaille Darwin : D’Arcy Thompson
  - Médaille Davy : Christopher Kelk Ingold
  - Médaille Hughes : John Randall
  - Médaille royale : Cyril Darlington, Lawrence Bragg
  - Médaille Rumford : Alfred Egerton
  - Médaille Sylvester : George Neville Watson

- Médailles de la Geological Society of London
  - Médaille Lyell : Robert Heron Rastall (d)
  - Médaille Murchison : Leonard Hawkes
  - Médaille Wollaston : Emmanuel de Margerie

- Prix Jules-Janssen (astronomie) : Charles Maurain et Fernand Baldet
- Médaille Bruce (Astronomie) : Paul Willard Merrill (en)
- Médaille Linnéenne : William Thomas Calman et Frederick Ernest Weiss

## Naissances

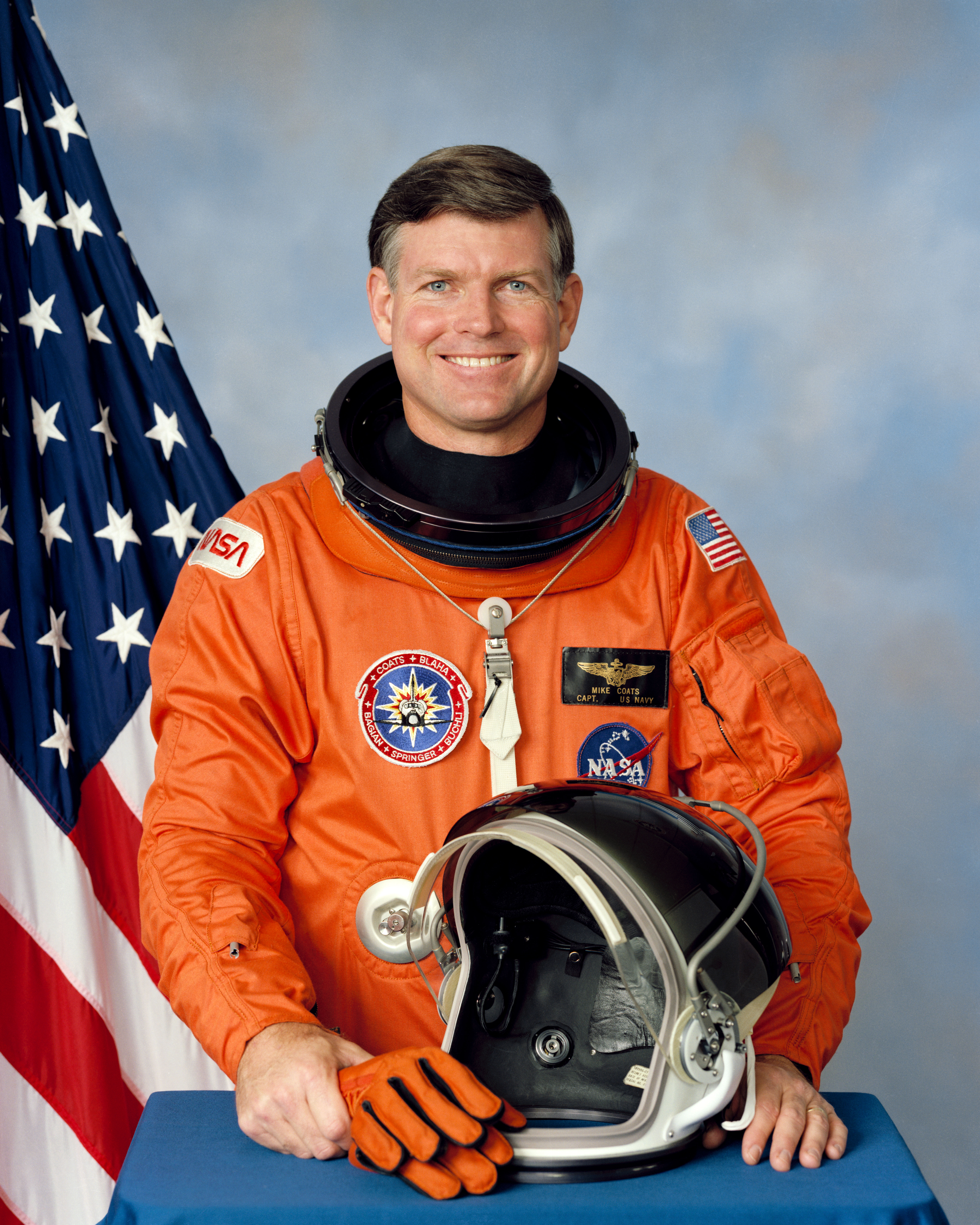
Michael L. Coats

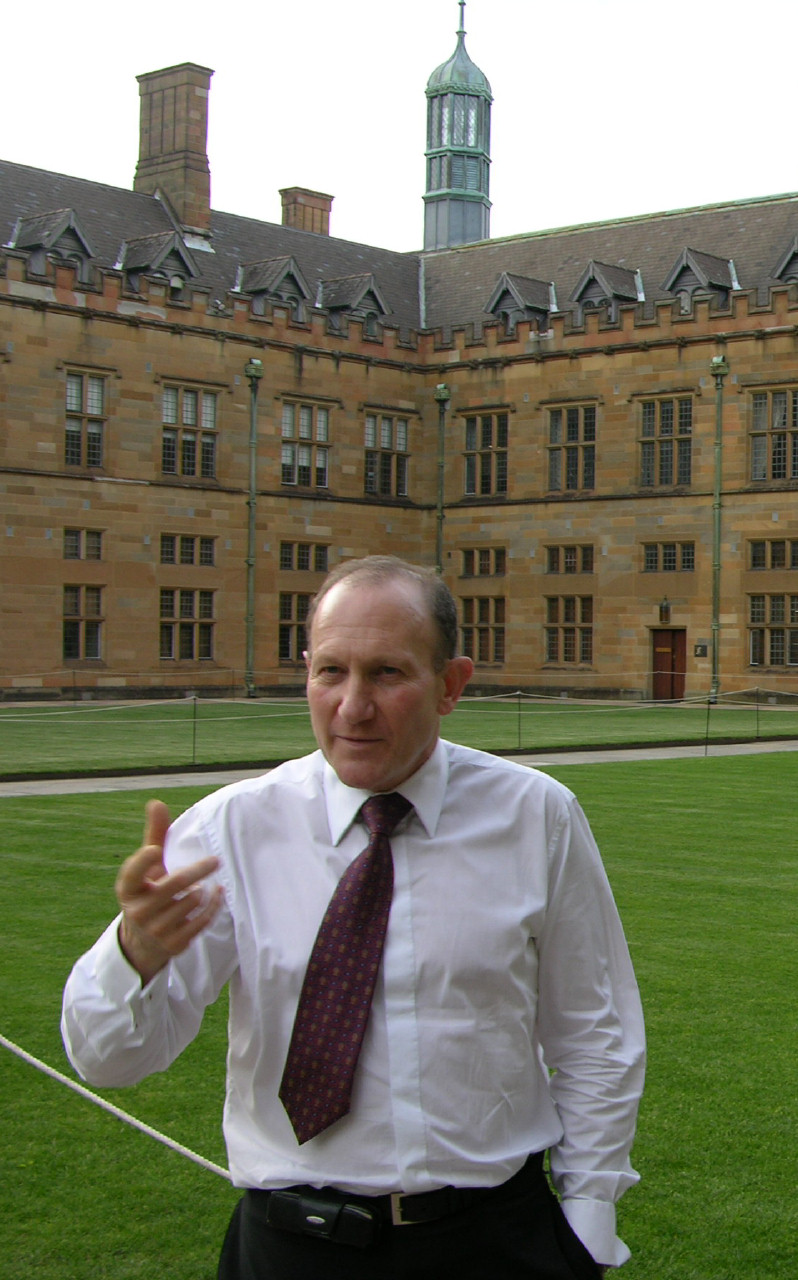
Robert Gilbert

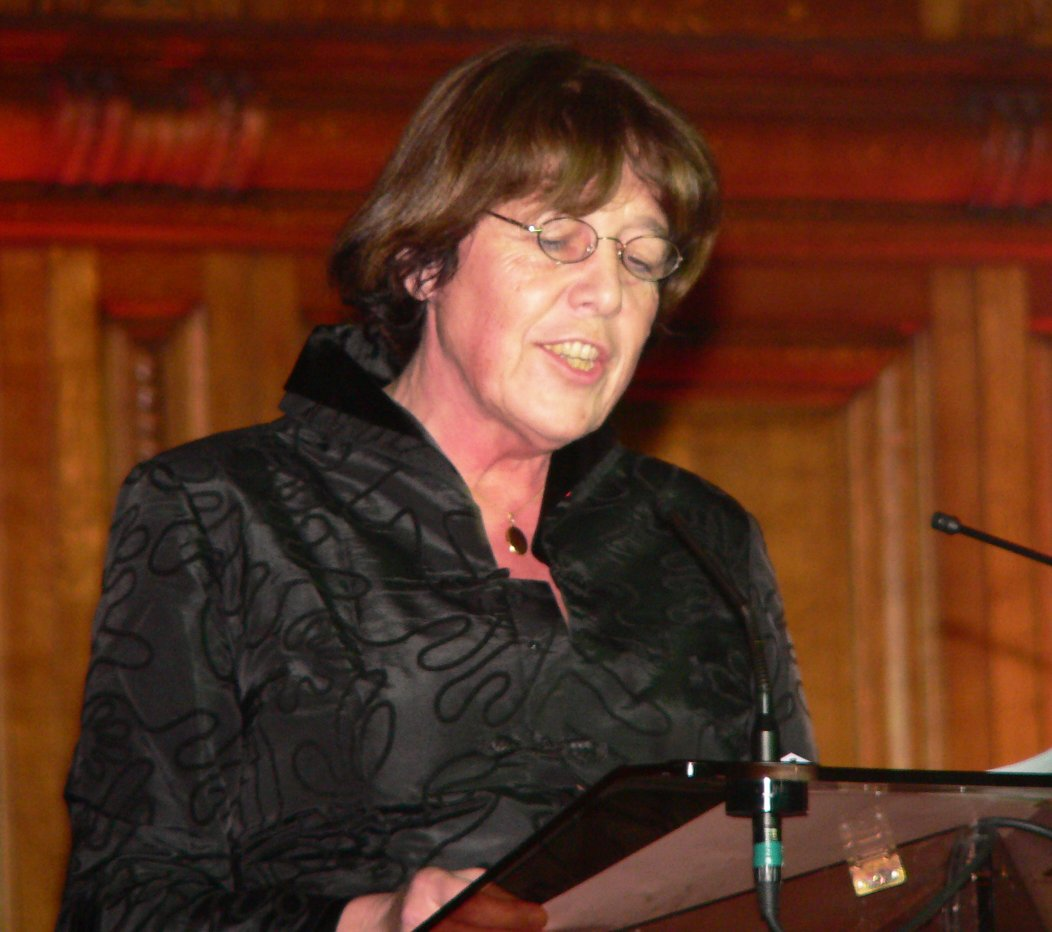
Catherine Bréchignac

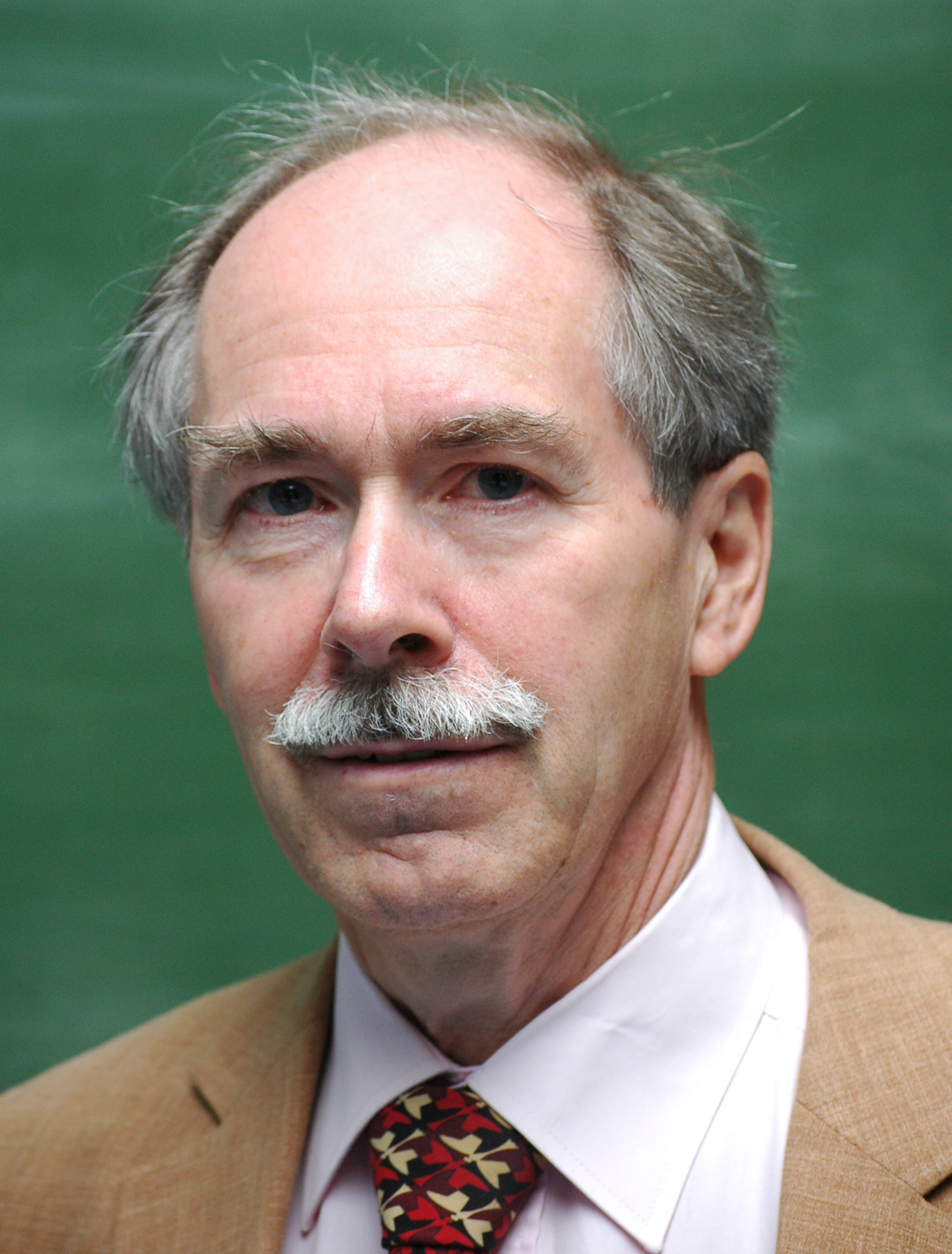
Gerard 't Hooft

- 16 janvier : Michael L. Coats, astronaute américain.
- 21 janvier :
  - Dominique Briquel, archéologue français.
  - Robert Gilbert, professeur  en chimie des polymères australien.
- 26 janvier : Jean-Paul Colleyn, anthropologue belge.
- 24 février : Terry Winograd, informaticien américain.
- 26 février : Ahmed Zewail, chimiste égyptien, prix Nobel de chimie en 1999.

- 3 mars :
  - Lis Brack-Bernsen, mathématicienne et historienne des mathématiques danoise et suisse.
  - James Craig Adamson, astronaute américain.
- 6 mars : 
  - Patrick Baudry, astronaute français.
  - Ekanem Ikpi Braide, parasitologiste et vice-chancelière d'université nigériane.
- 10 mars : John Gribbin, astronome anglais.
- 12 mars : Ilkka Niiniluoto, philosophe et mathématicien finlandais.
- 13 mars : Jaroslav Nešetřil, mathématicien et informaticien théoricien tchèque.
- 19 mars : Mirosław Handke (mort en 2021), chimiste polonais.
- 25 mars : Maurice Krafft (mort en 1991), volcanologue français.
- 28 mars : Wubbo Ockels, spationaute néerlandais.

- 1er avril : William F. Fisher, astronaute américain.
- 7 avril : Jonathan Friedman, anthropologue américain.
- 14 avril : Jean-Jacques Dordain, ingénieur français, directeur général de l'Agence spatiale européenne depuis 2003.
- 17 avril : Gilles Kahn (mort en 2006), informaticien français.
- 29 avril : Aleksander Wolszczan, astronome polonais.
- 11 mai : 
  - Dominique Perrin, mathématicien et informaticien français.
  - Gilles Thévenet, agronome français.
- 12 mai : Charalambos D. Aliprantis (mort en 2009), économiste et mathématicien gréco-américain.

- 3 juin : Martine Jotterand, cytogénéticienne suisse.
- 9 juin : F. Drew Gaffney, astronaute américain.
- 12 juin : Catherine Bréchignac, physicienne française.
- 15 juin : Jack Horner, paléontologue américain.
- 24 juin : Ellison Onizuka (mort en 1986), astronaute américain.
- 28 juin : John M. Lounge (mort en 2011), astronaute américain.

- 2 juillet :
  - Miklós Ajtai, mathématicien et chercheur en informatique hongrois.
  - Richard Axel, médecin américain, prix Nobel de physiologie ou médecine en 2004.
- 5 juillet : Gerard 't Hooft, physicien néerlandais, prix Nobel de physique en 1999.
- 12 juillet : Robert Prud'homme, professeur, chimiste et ingénieur québécois.
- 17 juillet : Toktar Aubakirov, cosmonaute soviétique.

- 1er août : Richard O. Covey, astronaute américain.
- 7 août :
  - L. Peter Deutsch, informaticien américain.
  - John C. Mather, astrophysicien et cosmologiste américain, prix Nobel de physique en 2006.
- 18 août : Richard Shore, mathématicien logicien américain.
- 19 août : Charles F. Bolden, général, pilote d'essai et astronaute américain. Actuellement directeur de la NASA.

- 6 septembre : Richard J. Lipton, mathématicien et informaticien anglo-américain, spécialisé en algorithmique et en cryptographie. Prix Knuth 2014.
- 8 septembre : Alain Cardon, mathématicien et informaticien français.

- 5 octobre : Pierre Legendre, professeur d'écologie canadien.
- 10 octobre : Franco Malerba, spationaute italien.
- 27 octobre :
  - Terry J. Hart, astronaute américain.
  - Steven R. Nagel, astronaute américain.
- 30 octobre : Robert L. Gibson, astronaute américain.

- 11 novembre : Vladimir Soloviov, cosmonaute soviétique.
- 28 novembre : Jeff Halper, anthropologue, auteur et conférencier américain.
- 10 décembre : Wayne Ratliff, informaticien américain.
- 18 décembre : Simon Mitton, astronome et écrivain britannique.
- 24 décembre : Andrew Yao, informaticien chinois.
- 26 décembre : Joseph Sifakis, informaticien français d'origine grecque

- Maurice Duval, ethnologue français.
- Thérèse Encrenaz, astrophysicienne française.
- John Harnad, physicien mathématicien canadien d'origine hongroise.
- Mary Tiles, philosophe et historienne des mathématiques et des sciences américaine d'origine britannique.

## Décès

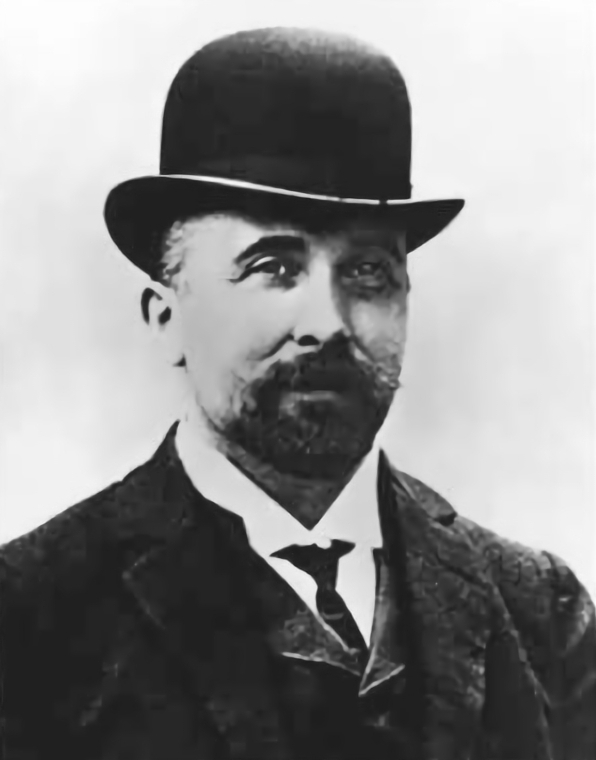
Felix Hoffmann

- 3 janvier : Gustav Witt (né en 1866), astronome allemand.
- 26 janvier : Adriaan van Maanen (né en 1884), astronome néerlando-américain.

- 3 février : Victor Loret (né en 1859), égyptologue français.
- 8 février : Felix Hoffmann (né en 1868), chimiste allemand.
- 26 février : Reginald Engelbach (né en 1888), archéologue et égyptologue britannique.
- 27 février : Harry Edwin Wood (né en 1881), astronome sud-africain.
- 23 mars : Gilbert Lewis (né en 1875), physicien et chimiste américain.
- 24 mars : Gustave Jéquier (né en 1868), égyptologue suisse.

- 17 avril : Guido Calza (né en 1888), archéologue et historien italien.
- 21 avril : John Maynard Keynes (né en 1883), économiste et financier britannique, auteur de la Théorie générale de l’emploi, de l’intérêt et de la monnaie.
- 5 juin : Holger Thiele (né en 1878), astronome danois-américain.

- 2 juillet : Albert Sechehaye (né en 1870), linguiste suisse.
- 4 juillet : Othenio Abel (né en 1875), paléontologue autrichien.

- 12 août : Alfred Stock (né en 1876), chimiste inorganicien allemand.

- 16 septembre : James Jeans (né en 1877), physicien, astronome, et mathématicien britannique.

- 15 novembre : Max von Oppenheim (né en 1860), historien et archéologue allemand.

- 17 décembre : Grigori Néouïmine (né en 1886), astronome russe.
- 19 décembre : Paul Langevin (né en 1872), physicien français.